# Ethel F. Wilson Memorial Provincial Park
Der Ethel F. Wilson Memorial Provincial Park (auch Ethel F. Wilson Memorial Park) ist ein nur 33 Hektar (ha) großer Provincial Park im Zentrum der kanadischen Provinz British Columbia. Der Park ist einer von zwei Provincial Parks in British Columbia, die im Namen den Zusatz „Memorial“ tragen.
Der Park verfügt, wie die meisten Provinzparks, über keine ausgeprägte touristische Infrastruktur.

## Anlage
Der Park liegt im Regional District of Bulkley-Nechako, etwa 20 Kilometer nördlich der Gemeinde Burns Lake bzw. südlich des Babine Lake, an der Nordspitze des Pinkut Lake.
Für den Park wurde bisher keine IUCN-Kategorie für Schutzgebiete festgelegt.

## Geschichte
Mit dem Park soll an Ethel F. Wilsons soziales Engagement erinnert werden. Der Park wurde am 2. Mai 1953 als einer der Provinzparks in British Columbia, als einziger in diesem Jahr, eingerichtet. Im Laufe der Zeit wurden sowohl die Grenzen des Parks verändert wie auch die Rechtsgrundlage für seinen Schutzstatus.
Wie jedoch bei fast allen Provinzparks in British Columbia gilt auch für diesen, dass die Gegend, lange bevor sie von europäischen Einwanderern besiedelt oder sie Teil eines Parks wurde, in diesem Fall Jagd- und Siedlungsgebiet verschiedener Gruppen der First Nations, hier verschiedener Gruppen der Dakelh, war. Für deren Nutzung des Gebiets finden sich im Park auch Nachweise in Form von archäologischen Fundstellen. Weiterhin grenzt östlich des Parks auch ein Reservat (Pinkut Lake No. 23) der „Lake Babine Nation“ an die Nordspitze des Sees.

## Flora und Fauna
Mit dem Biogeoclimatic Ecological Classification (BEC) Zoning System wird das Ökosystem von British Columbia in verschiedene biogeoklimatische Zonen eingeteilt. Biogeoklimatische Zonen zeichnen sich durch ein grundsätzlich identisches oder sehr ähnliches Klima sowie gleiche oder sehr ähnliche biologische und geologische Voraussetzungen aus. Daraus resultiert in den jeweiligen Zonen dann grundsätzlich auch ein sehr ähnlicher Bestand an Pflanzen und Tieren. Innerhalb dieser Systematik wird der Park der Sub-Boreal Spruce Zone zugeordnet.